# Walter Thijssen
Walter Meijer Timmerman Thijssen (Yogyakarta, 28 settembre 1877 – Hilversum, 3 luglio 1943) è stato un canottiere olandese.

## Carriera
Thijssen partecipò ai Giochi olimpici di Parigi 1900 con la squadra Minerva Amsterdam nella gara di otto, in cui conquistò la medaglia di bronzo. Dopo le Olimpiadi, si laureò in ingegneria civile e costituì la sua azienda di costruzioni ad Amsterdam.

## Palmarès
| Anno | Manifestazione  | Sede   | Evento | Risultato |
| ---- | --------------- | ------ | ------ | --------- |
| 1900 | Giochi olimpici | Parigi | Otto   | Bronzo    |